# Château de Woodcroft
Le château de Woodcroft est un château médiéval entouré de douves situé dans la paroisse d'Etton, dans le Cambridgeshire, en Angleterre.

## Histoire

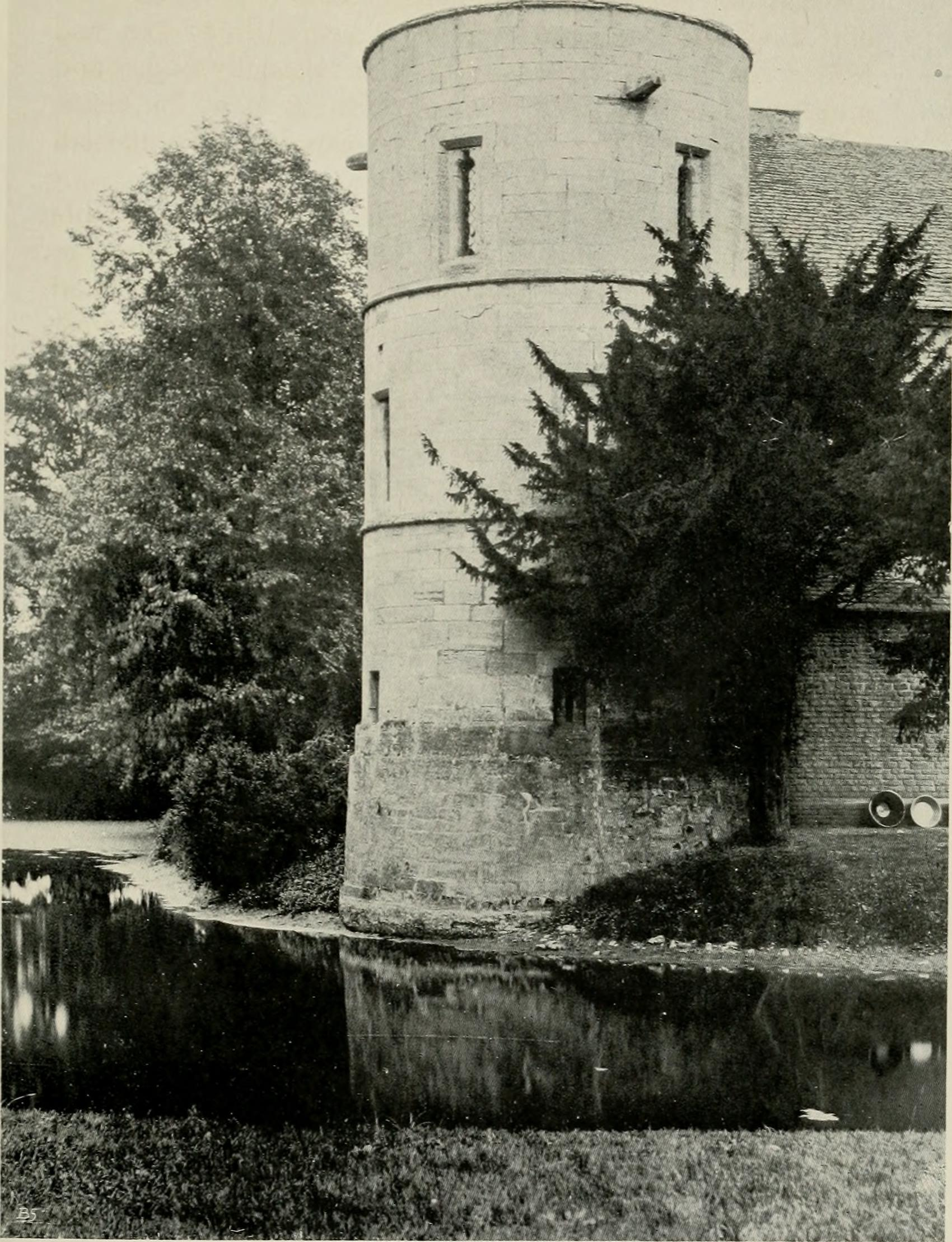
Extrait des mémoriaux du vieux Northamptonshire (1903).

Le château de Woodcroft est construit à la fin du XIIIe siècle près de la ville de Peterborough, dans le Soke de Peterborough (aujourd'hui dans le Cambridgeshire). Les parties médiévales du château comprennent aujourd'hui la façade, la tour circulaire et la guérite. Il y a un débat quant à savoir si le château suivait à l'origine une conception quadrilatérale édouardienne normale, dont la majeure partie a été perdue depuis, ou s'il n'a tout simplement jamais été entièrement achevé. Les premiers ajouts Tudor (fin des années 1400) conservent ces éléments médiévaux dans la structure actuelle.
Le château de Woodcroft est brièvement détenu par les royalistes pendant la Seconde Guerre civile anglaise et est attaqué et pris avec succès par les forces parlementaires en juin 1648. Michael Hudson, commandant des forces royalistes, a tenté de lever des forces pour le roi à Stamford, mais est acculé par les forces parlementaires dirigées par le colonel Thomas Waite et se réfugie dans le château qui appartient à William FitzWilliam, 2e baron FitzWilliam, un partisan du parlement. Le siège dure moins de 48 heures et se termine par la mort d'Hudson, lorsqu'il refuse de se rendre alors qu'il est coincé au sommet de la tour principale.
Le château est un bâtiment classé Grade II* et la grange et l'écurie du XVIIIe siècle sont de Grade II. Aujourd'hui, le château est une demeure privée.